# Folgueirosa (Taramundi)
Folgueirosa (oficialmente y en asturiano: A Folgueirosa) es una aldea de la parroquia de Veigas, concejo de Taramundi, en la comarca del Eo-Navia, Principado de Asturias, España.